# 자빌
자빌 주식회사(Jabil Inc.)는 전자 회로 기판 조립품 및 시스템의 설계, 엔지니어링 및 제조와 공급망 서비스에 관여하는 미국의 다국적 제조 회사로, 주로 원천 장비 제조업체에 서비스를 제공한다. 본사는 세인트피터즈버그의 게이트웨이 지역에 위치해 있다. 이 회사는 탬파베이 지역에서 가장 큰 기업 중 하나이다.

## 역사
1966년 디트로이트 지역에서 설립된 자빌은 초기에는 컨트롤 데이터 시스템즈를 위한 회로 기판 조립 생산 및 수리에 집중했다. 회사 이름인 자빌은 창립자인 제임스 골든(James Golden)과 빌 모리안(Bill Morean)의 이름 첫 글자를 조합한 것이다. 골든이 사업을 떠난 후, 빌 모리안의 아들 윌리엄이 회사에 합류하여 회사의 대부분의 지분을 매입하는 제안을 포함한 새로운 계약을 체결하며 점차 회사의 방향을 설정하기 시작했다.
1979년, 자빌은 제너럴 모터스(GM)와 대량 생산 파트너십을 맺고 자동화 제조 및 고급 조립 기술로 전환했다.
1981년, 자빌은 독립적인 테스트 엔지니어링 및 개발 서비스를 도입했다. 1년 후, 회사는 수동 표면 실장 기술(SMT) 공정을 사용하여 회로 기판의 대량 생산을 시작했다. 1984년까지 자빌은 생산을 위한 컴퓨터 지원 설계 서비스를 구현했다. 1년 후, 회사는 SMT 공정을 사용하여 고도로 자동화된 대량 생산으로 전환했다. 1980년대 후반에 자빌은 회로 기판 생산에 자동화된 테이프 자동화 본딩(TAB) 공정을 채택했다.
1982년, 자빌은 본사를 디트로이트에서 세인트피터즈버그로 이전했다.
1993년 4월, 자빌은 뉴욕 증권거래소에 상장하며 공개 회사로 전환했다.
1997년, 자빌은 제조 능력과 인력을 확장하여 세인트피터즈버그에 새로운 120,000평방피트 규모의 건물을 완공했다.
2001년, 자빌은 S&P 500 지수에 추가되었다.
2013년, 윌리엄 D. 모리안이 은퇴하고 티모시 메인이 이사회 의장으로 취임했다. 이후 윌리엄 E. 피터스가 사장으로, 마크 몬델로가 CEO로 임명되었다.
2014년, 자빌은 S&P 500 지수에서 S&P 미드캡 400 지수로 이동했다.
2017년, 자빌은 올해 말까지 영국 리빙스턴에 있는 첫 번째 유럽 국제 공장을 폐쇄할 것이라고 발표했다. 리빙스턴의 직원 266명이 일자리를 잃게 되었다. 자빌은 2016년 9월 약 400명을 해고했으며, 이 중 100명은 세인트피터즈버그에 위치한 기업 직원이었다. 2024년 3월, 회사는 밴쿠버, 워싱턴주에서 120명의 직원을 해고할 것이라고 발표했다.
2023년 1월, 자빌이 인도에서 에어팟 부품을 제조하기 시작했다는 보도가 있었다. 2023년 12월, 자빌은 S&P 500 지수에 다시 편입되었다.
2024년 4월 19일, 자빌은 케니 윌슨 CEO가 회사 정책과 관련된 조사 진행 중 유급 휴가를 떠날 것이라고 발표했으며, 이는 회사의 재무제표나 보고서에는 영향을 미치지 않는다. 4월 15일에 시작된 윌슨의 휴가에 따라 이사회는 마이클 다스투어 CFO를 임시 CEO로 임명했다. 조사가 완료된 후, 윌슨은 회사에서 사임했고 다스투어가 CEO로 임명되었다.

### 인수 및 합병
자빌은 수많은 회사와 사업부를 인수했다. 이러한 인수를 통해 중국, 멕시코, 인도, 스페인, 네덜란드, 러시아 등 여러 국가에서의 입지를 확장했다.
1999년, 자빌은 GET Manufacturing을 인수하며 중국에서의 사업을 시작했다.
2001년, 자빌은 제조 역량을 확장하고 인텔의 말레이시아 제조 시설을 인수했다. 1년 후, 이 회사는 상하이에 있는 루슨트 테크놀로지스의 공장을 인수했다. 2002년, 이 회사는 필립스의 계약 제조 서비스도 인수했다.
2005년, 자빌은 배리안의 전자 제조 사업을 1억 9,500만 달러에 인수했다. 1년 후, 자빌은 대만으로 사업을 확장하고 자회사 자빌 서킷 타이완을 통해 그린 포인트를 8억 8,100만 달러에 인수했다.
2011년, 자빌은 텍사스에 본사를 둔 통신 네트워크 서비스 제공업체 텔마 네트워크를 인수했다.
2013년 2월, 자빌은 현금 6억 6,500만 달러에 니프로를 인수했다. 이 인수는 2013년 7월에 완료되었다.
2015년, 자빌은 이스라엘의 금속 가공 회사인 셰머 그룹을 인수했다. 이 회사는 하이테크 자본 장비 제조업체를 위한 계약 제조 전문 기업이었다. 같은 해, 이 회사는 스페인 기반의 식품 및 소비자 포장 제조업체인 플라스티코스 카스텔라를 인수했다.
2018년, 자빌은 존슨앤드존슨의 의료기기 사업부를 인수했다.
2021년, 자빌은 에콜로직 브랜드를 인수했다.
2023년 8월, 자빌은 중국의 모빌리티 사업부를 BYD에 매각했다. 2023년 11월, 자빌은 인텔의 실리콘 포토닉스 사업부를 인수했다.
2023년 11월, 자빌은 프로큐어어빌리티를 인수했다.